# ديفيد إي. كامبل
ديفيد إي. كامبل (بالإنجليزية: David E. Campbell)‏ هو عالم سياسة أمريكي، ولد في 29 نوفمبر 1971 في كندا.